# 小鳥遊可奈
小鳥遊 可奈（たかなし かな、2003年7月27日 - ）は、日本の女優。
神奈川県出身。シュルー所属。

## 人物
- 神奈川県出身[1]。
- 身長167cm[2]。
- 特技はヨガ[2]で、ヨガインストラクター資格を保有[2]。
- ミス・インターナショナル日本ファイナリスト[2][3]。 - 小林可奈名義

## 出演作品

### テレビドラマ
- 仮面ライダーシリーズ（テレビ朝日）
  - 仮面ライダーリバイス（2021年）
  - 仮面ライダーガヴ 第3話（2024年9月15日） - 弁当屋店員 役[4]

### 映画
- 消えない虹（2023年） - ⾼橋早紀 役

### 舞台
- ドラマデザイン社
  - 「少⼥無限論II」（2021年）
  - 「ゲートシティの恋」（2022年） - 新川 役
- 幻チーム「堕天、句読点」（2021年）
- ⽇之出神社に夜は来ない（2022年） - コン 役
- ナンセンススケッチ集〜目で見るラジオドラマII（2024年） - セリー 役

### MV
- ROYAL NOVICE「星に願いを」（2024年）